# Aiguille de l'A Neuve
L'Aiguille de l'A Neuve (3.753 m s.l.m.) è una [montagna delle Alpi del Monte Bianco (nelle Alpi Graie) collocata sul confine tra Francia (Alta Savoia) e Svizzera (Canton Vallese).

## Caratteristiche
La montagna si trova a nord della più alta Tour Noir. Il Ghiacciaio dell'A Neuve scende dal versante svizzero e prende il nome dalla montagna.